# Кацано Сант'Андреа
Кацано Сант'Андреа (итал. Cazzano Sant'Andrea) је насеље у Италији у округу Бергамо, региону Ломбардија.
Према процени из 2011. у насељу је живело 1551 становника. Насеље се налази на надморској висини од 486 м.

## Становништво
| 1936. | 1951. | 1961. | 1971. | 1981. | 1991. | 2001. | 2011. |
| ----- | ----- | ----- | ----- | ----- | ----- | ----- | ----- |
| 567   | 595   | 675   | 845   | 1.084 | 1.216 | 1.402 | 1.594 |